# Jørgen Varming
Jørgen Varming (17. juli 1906 på Frederiksberg – 16. september 1996) var en dansk ingeniør, der sammen med Niels Steensen grundlagde ingeniørvirksomheden Steensen & Varming i 1933. Han var far til arkitekten Michael Varming.
Varming var søn af arkitekten Kristoffer Varming og Elisabeth født Ruge. Han blev student fra Østersøgades Gymnasium 1924 og blev kandidat (B.Sc. of civil engineering) fra King's College, Durham University i England 1930. Sammen med Niels Steensen grundlagde han Steensen & Varming 1933. De oprettede en afdeling af firmaet i Dublin 1946 under navnet J Varming & S Mulcahy.
Han var bl.a. medstifter af ingeniørgruppen »Daneonsult« 1956 og medlem af flere af Dansk Ingeniørforenings normudvalg. Han var kontrollerende rådgivende ingeniør ved NATO's hovedkvarter i Paris fra 1955.
Varming boede i en modernistisk villa på Skovvej 35A i Gentofte, som blev opført 1952 med statslån og i samarbejde med arkitekterne Eva og Nils Koppel. Huset, der har en række unikke tekniske installationer, blev i 2014 købt af Realdania Byg.